# Lijst van rijksmonumenten in Rijswijk (Gelderland)
De plaats Rijswijk in Gelderland telt 24 inschrijvingen in het rijksmonumentenregister. Hieronder een overzicht.
| Object                                                     | Oorspronkelijke functie?  | Bouwjaar                     | Architect | Locatie                  | Coördinaten?                  | Nr.?  | Afbeelding                         |
| ---------------------------------------------------------- | ------------------------- | ---------------------------- | --------- | ------------------------ | ----------------------------- | ----- | ---------------------------------- |
| Martinuskerk                                               | Kerk en kerkonderdeel     | 8e-14e eeuw                  |           | Kerkstraat 15            | 51° 57' 30" NB, 5° 21' 21" OL | 28322 | Meer afbeeldingen                  |
| Toren Martinuskerk                                         | Kerk en kerkonderdeel     | waarschijnlijk 14e eeuw      |           | Kerkstraat 2             | 51° 57' 36" NB, 5° 21' 18" OL | 28323 | Meer afbeeldingen                  |
| De Pastorie                                                | Boerderij                 | 1848                         |           | Kerkstraat 2             | 51° 57' 36" NB, 5° 21' 21" OL | 28324 | De Pastorie                        |
| De Steenen Kamer                                           | Boerderij                 | tweede kwart 19e eeuw        |           | Lekbandijk 3             | 51° 57' 21" NB, 5° 20' 44" OL | 28325 | Meer afbeeldingen                  |
| Boerderij op T-vormige plattegrond                         | Boerderij                 | eerste helft 19e eeuw        |           | Middelweg 16             | 51° 57' 26" NB, 5° 21' 20" OL | 28326 | Boerderij op T-vormige plattegrond |
| Rottenburg                                                 | Boerderij                 |                              |           | Prinses Margrietstraat 2 | 51° 57' 6" NB, 5° 20' 36" OL  | 28327 | Rottenburg                         |
| De Hoop                                                    | Industrie- en poldermolen | 18e eeuw                     |           | Molenweg 2               | 51° 57' 55" NB, 5° 21' 24" OL | 28328 | Meer afbeeldingen                  |
| Gepleisterde hoeve                                         | Boerderij                 | 17e/18e eeuw                 |           | De Heuvel 52             | 51° 57' 3" NB, 5° 22' 29" OL  | 28329 | Gepleisterde hoeve                 |
| 't Kamertje                                                | Boerderij                 | 1841                         |           | Rijnbandijk 219          | 51° 57' 37" NB, 5° 21' 43" OL | 28330 | Meer afbeeldingen                  |
| De Looikamp                                                | Boerderij                 | midden 19e eeuw              |           | Rijnbandijk 223          | 51° 57' 38" NB, 5° 21' 40" OL | 28331 | Meer afbeeldingen                  |
| De Wildeman                                                | Werk-woonhuis             | midden 19e eeuw              |           | Rijnbandijk 231          | 51° 57' 39" NB, 5° 21' 29" OL | 28332 | Meer afbeeldingen                  |
| Huis met verdieping en schilddak                           | Woonhuis                  | 1853 of 1858                 |           | Rijnbandijk 233          | 51° 57' 39" NB, 5° 21' 27" OL | 28333 | Meer afbeeldingen                  |
| Huis met verdieping en pannen zadeldak                     | Woonhuis                  | Eind 18e eeuw                |           | Rijnbandijk 237          | 51° 57' 39" NB, 5° 21' 23" OL | 28334 | Meer afbeeldingen                  |
| Huis met pannen zadeldak tegen gepleisterde puntgevel      | Woonhuis                  | Eind 18e eeuw                |           | Rijnbandijk 239          | 51° 57' 38" NB, 5° 21' 23" OL | 28335 | Meer afbeeldingen                  |
| Boerenhuis                                                 | Boerderij                 | 17 of 18e eeuw               |           | Rijnbandijk 241          | 51° 57' 38" NB, 5° 21' 22" OL | 28336 | Meer afbeeldingen                  |
| Boerderij onder met riet gedekt wolfdak                    | Boerderij                 | midden 19e eeuw              |           | Rijnbandijk 243          | 51° 57' 34" NB, 5° 21' 16" OL | 28337 | Meer afbeeldingen                  |
| Dijkzigt                                                   | Boerderij                 | midden 19e eeuw              |           | Rijnbandijk 245          | 51° 57' 34" NB, 5° 21' 13" OL | 28338 | Meer afbeeldingen                  |
| Gepleisterde Boerderij                                     | Boerderij                 | 18e eeuw                     |           | Rijnbandijk 50           | 51° 57' 40" NB, 5° 21' 26" OL | 28339 | Meer afbeeldingen                  |
| Boerderij onder pannen wolfdak                             | Boerderij                 | Eind 18e eeuw begin 19e eeuw |           | Rijnbandijk 52           | 51° 57' 39" NB, 5° 21' 25" OL | 28340 | Meer afbeeldingen                  |
| Boerderij                                                  | Boerderij                 | 17e eeuw                     |           | Rijnbandijk 60           | 51° 57' 39" NB, 5° 21' 23" OL | 28341 | Meer afbeeldingen                  |
| Boerderij onder pannen schilddak                           | Boerderij                 | begin 19e eeuw               |           | Rijnbandijk 62           | 51° 57' 39" NB, 5° 21' 22" OL | 28342 | Meer afbeeldingen                  |
| Boerderij onder pannen schilddak                           | Boerderij                 | begin 19e eeuw               |           | Rijnbandijk 64           | 51° 57' 39" NB, 5° 21' 22" OL | 28343 | Meer afbeeldingen                  |
| Dijkboerderijtje met gepleisterde gevels en pannen wolfdak | Boerderij                 | midden 19e eeuw              |           | Rijnbandijk 70           | 51° 57' 39" NB, 5° 21' 20" OL | 28344 | Meer afbeeldingen                  |
| Boerderijtje onder rieten wolfdak                          | Boerderij                 | 18e eeuw                     |           | Zandbergseweg 6          | 51° 56' 57" NB, 5° 20' 52" OL | 28345 | Meer afbeeldingen                  |